# کوموتیو کوردیس
کوموتیو کوردیس (لاتین: Commotio cordis؛ در زبان لاتین: "تحریک قلب") که در زبان انگلیسی کوموشیو کوردیس تلفظ می‌شود، به قطع مرگبارِ ریتم طبیعی قلب در اثر ضربهٔ مستقیم به محلِ آن در قفسهٔ سینه، در یک زمان حساس از چرخهٔ ضربانِ قلب، اطلاق می‌شود که غالباً منجر به ایست قلبی می‌گردد. این عارضه در واقع، نوعی فیبریلاسیون بطنی (V-Fib) است؛ نه آسیب مکانیکی به قلب و ارگان‌های اطراف، و نه نتیجه‌ای از بیماری قلبی.
میزان مرگ با این عارضه در حدود ۶۵٪ (حتی با احیای قلبی ریوی فوری) و ۸۰٪ (بدون آن) است.
کوموتیو کوردیس در پسران و مردان جوان (میانگین سن: ۱۵ سالگی) و در حین ورزش، به‌ویژه بیسبال، رخ می‌دهد؛ حتی در صورتی که ورزشکار محافظِ سینه پوشیده باشد. علت بروزِ این عارضه، اغلب یک پرتابه است، اما حتی با ضربهٔ آرنج یا نقاط دیگر بدن به سینه هم ممکن است پیش بیاید. قفسه سینهٔ نوجوانان هنوز تکامل کافی ندارد و به همین سبب، این گروهِ سنی بیشتر در معرض خطر هستند.
وقوع این عارضهٔ قلبی در اثر ضربه به قفسه سینه، در دههٔ ۳۰ میلادی توسط آزمایش‌های تجربی بر روی خرگوش، گربه و سگ اثبات شده بود.
کوموتیو کوردیس با آنکه عارضه‌ای نادر است اما یکی از دلایل «مرگ ناگهانی ورزشکاران» محسوب می‌شود. ورزش‌هایی که در آنها، احتمال ضربه به قفسهٔ سینه وجود دارد، عبارتند از: بیسبال، فوتبال آمریکایی، فوتبال، هاکی روی یخ، چوگان، راگبی، پیلوتای باسکی، کریکت، سافتبال، شمشیربازی، لاکراس، بوکس، کاراته و سایر هنرهای رزمی. کودکان بیشتر از سایر رده‌های سنی در معرض این عارضه هستند، چرا که قفسهٔ سینه آنها از ویژگی‌های مکانیکی خاصی برخوردار است. از سال ۱۹۹۶ تا ۲۰۰۷ میلادی، ۱۸۸ مورد کوموتیو کوردیس در ایالات متحده آمریکا گزارش شد که نیمی از آنها، در حین ورزش بود. ۹۶٪ از مبتلایان، مذکر و میانگین سنی‌شان ۱۴٫۷ بود و از لحاظ آماری، از هر ۵ مبتلا، کمتر از یک نفر، جانِ سالم به در برد.

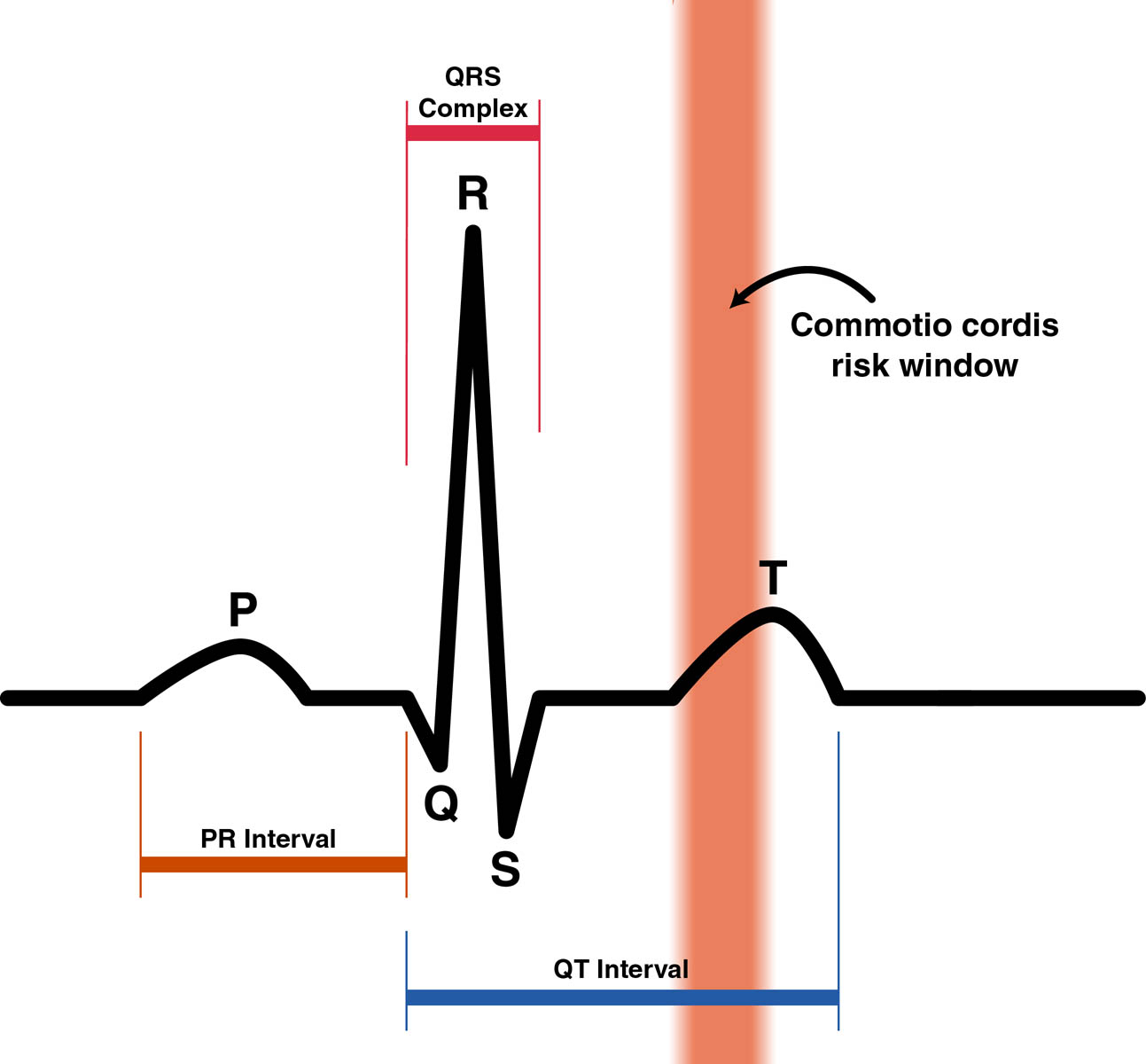
تصویری از ریتم طبیعی قلب و زمانی از آن، که احتمال ایجادِ کوموتیو کوردیس طی آن بیشتر است. (بخش نارنجی‌رنگ)